# Khám mắt
Một buổi kiểm tra mắt (hay khám mắt) là một loạt những bài kiểm tra do các chuyên gia khúc xạ nhãn khoa, đo thị lực để đánh giá thị lực, khả năng nhìn vào tiêu điểm và phân biệt vật thể, cũng như các bài kiểm tra khác có liên quan đến mắt. Những chuyên gia chăm sóc sức khỏe thường khuyên mọi người nên đến khám mắt định kỳ và triệt để, đặc biệt để ngăn ngừa những triệu chứng của các bệnh về mắt. Những bài kiểm tra mắt có thể phát hiện những bệnh về mắt tiềm ẩn như mù lòa, những dấu hiệu của khối u hoặc những điểm dị thường của não.
Một vài bệnh ở mắt như tăng nhãn áp và bệnh võng mạc tiểu đường không có triệu chứng trong giai đoạn đầu, vì thế không thể biết mắt đang có vấn đề cho đến khi thị lực đã kém hẳn. Phát hiện kịp thời và điều trị sớm có thể làm chậm hoặc thậm chí ngăn chặn sự tiến triển của bệnh. Đối với những người có nguy cơ cao mắc bệnh về mắt như tiểu đường, cao huyết áp, tiền sử gia định bị bệnh về mắt như tăng nhãn áp, hoặc đang phải dùng thuốc chỉ định mà có phản ứng phụ ảnh hưởng đến mắt thì nên khám mắt thường xuyên. Nheo, mắt, dụi mắt thường xuyên, đau đầu, giảm thị lực, khó tập trung thị giác trong khoảng cách từ chiều dài một cánh tay trở xuống có thể là dấu hiệu của vấn đề về mắt và cần đi khám mắt.

## Quá trình khám mắt
- Kiểm tra thị lực
- Đánh giá sự phản xạ của đồng tử (con ngươi)
- Kiểm tra các cơ mắt
- Kiểm tra thị lực ngoại biên
- Kiểm tra mặt trước của mắt bằng cách sử dụng kính hiển vi (a slit lamp)
- Kiểm tra nhãn áp
- Kiểm tra đáy mắt